# 茨城県立水海道第二高等学校
茨城県立水海道第二高等学校（いばらきけんりつみつかいどうだいにこうとうがっこう）は、茨城県常総市水海道橋本町字御城に位置する県立高等学校。
二高や、海二（かいに）と通称・略称される。茨城県立高校には第二高校が複数存在することから、他の二高との区別のため、水海道二高（みつかいどうにこう）と呼ばれることもある。

## 設置学科
- 普通科
- 商業科
- 家政科

## 沿革

### 年表
- 1911年（明治44年）3月24日 - 結城郡水海道町字御城3549番地4に水海道町外六ケ村組合立実科高等女学校として創立。
- 1915年（大正4年）3月31日 - 併設されていた水海道町外六ケ村組合立小学校が解散。御城実科高等女学校に校名変更[1]。
- 1922年（大正11年）4月1日 - 茨城県立水海道高等女学校となる。
- 1948年（昭和23年）3月15日 - 学制改革により茨城県立水海道女子高等学校となる。
- 1949年（昭和24年）4月1日 - 茨城県立水海道第二高等学校に校名変更。
- 1954年（昭和29年）7月10日 - 結城郡水海道町が市制、橋本町を新設。当校の所在地が水海道市橋本町字御城3549番地4となる[2]。
- 1995年（平成7年）
  - 4月1日 - 男女共学化及び男女共学推進指定校に指定される。
- 1998年（平成10年） - 新校舎完成
- 2006年（平成18年）1月1日 - 水海道市が石下町と合併し常総市となる。同時に橋本町が水海道橋本町となり、当校の所在地が常総市水海道橋本町字御城3549番地4となる。

## 学校行事
- 御城祭

## 学校施設
- 体育館 - バスケットボールコートなら3面、バレーボールコートなら4面（ポール設置用の穴は3面分のみ）、バドミントンコートなら6面設置できる床面積を持つ。2階外周には観覧席がある。
- グラウンド
- 第2グラウンド - 1997年に河川沿いに新設。
- 御城会館 - 校地内にある合宿施設。

## 部活動
- 運動部
硬式テニス（女）、サッカー（男）、ソフトテニス（女）、ソフトボール（女）、卓球（女）、バスケットボール（男女）、バドミントン（女）、バレーボール（男女）、ハンドボール（女）、野球（男）

- 文化部
演劇、音楽、華道、茶道、写真、商業研究、書道、新聞、吹奏楽、生物、調理、天文、美術、被服、マルタ会、漫画アニメ研究

## 著名な出身者

### スポーツ
- 辻沙絵 - 陸上競技選手
- 大川とみ - 元卓球選手
- 川﨑真由美 - 元バスケットボール選手
- 岩渕いくみ - ハンドボール選手

### 芸能
- 羽田美智子 - 女優
- 湯本美咲 - タレント
- 赤プル - お笑いタレント
- 田崎りさ - モデル